# Hofanlage Dalsper 4
Die Hofanlage Dalsper 4 im niedersächsischen Elsfleth-Dalsper im Landkreis Wesermarsch stammt aus dem 18. und 19. Jahrhundert.

Aktuell (2023) wird sie als Wohnhaus und wohl landwirtschaftlich genutzt.
Die Gebäude stehen unter Denkmalschutz (siehe auch Liste der Baudenkmale in Dalsper).

## Beschreibung und Geschichte
Die Marschhufensiedlung Moorriem mit der mittigen Bauerschaft Dalsper erstreckt sich über etwa 16 Kilometer, wurde nach 1062 gegründet und erhielt im 14. Jahrhundert die heutige Struktur mit den schmalen, oft extrem langgestreckten Parzellen. Im Abstand von ca. 50 bis 100 Metern liegen zahlreiche Hofstellen auf Wurten.
Die Hofanlage auf einer baumbestandenen Wurt besteht aus:
- dem eingeschossigen giebelständigen Wohn- und Wirtschaftsgebäude vom Ende des 18. Jahrhunderts als Zweiständer-Hallenhaus in Fachwerk mit Steinausfachungen, auf profilierten Knaggen vorkragendem reetgedeckten Krüppelwalmdach, Niedersachsengiebeln mit Uhlenloch, der Grooten Door mit Rundbogen sowie den erneuerten Seitenwänden in Backstein,[2]
- der giebelständigen linken Scheune aus der ersten Hälfte des 19. Jhs. in Ankerbalkenkonstruktion und Fachwerk mit Steinausfachungen, mit Walmdach und Querdurchfahrt[3]
- sowie weiteren nicht denkmalgeschützten Nebenanlagen.

Das Landesdenkmalamt befand: „… geschichtliche und städtebaulichen Bedeutung … die aneinandergereihten Höfe Dalsper 4–16. In ortstypischer Weise zeigen die Wirtschaftsgiebel der fünf parallel stehenden Hallenhäuser nach Osten und zum Marschland … beispielhaft die Siedlungsstruktur und -geschichte von Moorriem. … .“